# Adnan Mravac
Adnan Mravac (* 10. April 1982 in Banja Luka) ist ein ehemaliger bosnischer Fußballspieler.

## Karriere

### Verein
In seiner Jugendzeit spielte Mravac für die Klubs NK Jedinstvo Bihać (Bosnien-Herzegowina) und NK Čakovec (Kroatien). Im Jahr 2000 erhielt er beim NK Čakovec seinen ersten Profivertrag.
Im Jahr 2001 wurde Mravac für ein Jahr nach Norwegen zum Lillestrøm SK ausgeliehen; dort kam er allerdings zu keinem Ligaspieleinsatz für die Profimannschaft. Ende des Jahres kehrte er zum NK Čakovec zurück, bei dem er im weiteren Verlauf aber ebenfalls keinen Stammplatz erhielt. Im Juli 2002 wechselte Mravac zum österreichischen Erstligisten SV Mattersburg. Sein Debüt in der höchsten österreichischen Spielklasse gab er am 26. Juli 2003 gegen den SK Sturm Graz, als er für Dalibor Dragić eingewechselt wurde. In Mattersburg gelang ihm der Durchbruch im Profifußball; er gehörte bis 2009 über weite Teile zur Stammformation der Mannschaft. Sein größter Erfolg bei Mattersburg war das Erreichen des Pokalfinales 2006. Insgesamt spielte er bei Mattersburg in 178 Erstligaspielen, dabei erzielte er drei Tore.
2009 endete sein Vertrag und er wechselte nach Belgien zum KVC Westerlo, für den er am 12. September 2009 sein Debüt in der 1. Division gab. Bei Westerlo blieb er bis zum Sommer 2011 und kehrte nach 53 Ligaspielen (drei Tore) zu seinem vorherigen Verein SV Mattersburg zurück. Beim SV Mattersburg spielte Mravac zwei weitere Saisons, in denen er wieder zur Stammformation gehörte. Während der Saisons 2011/12 und 2012/13 wurde er in 64 Ligaspielen eingesetzt.
Im Juli 2013 verpflichtete Dynamo Dresden Mravac für die Saison 2013/14 in der zweiten deutschen Fußball-Bundesliga; er erhielt einen bis 2015 laufenden Vertrag. Dort stand er mit Adam Sušac in Konkurrenz um einen Stammplatz in der Innenverteidigung der Mannschaft. Am 18. August 2013 gab er seinen Einstand für die Dresdner bei der 0:3-Niederlage gegen den FSV Frankfurt am vierten Spieltag der 2. Bundesliga. Am Ende der Spielzeit 2013/14 hatte er verletzungsbedingt nur acht Ligaspiele absolviert und stieg mit den Sachsen aus der 2. Bundesliga ab. Sein Vertrag bei den Dresdnern verlor mit dem Abstieg seine Gültigkeit und er verließ den Klub.
Nach über einem Jahr Vereinslosigkeit unterschrieb er im November 2015 in Österreich beim Landesligisten SC Mannsdorf. Anfang 2017 folgte noch ein halbjähriges Gastspiel beim FV Wien Floridsdorf, ehe er danach seine Karriere beendete.

### Nationalmannschaft
Sein Debüt für die bosnische Nationalmannschaft gab Mravac am 15. Oktober 2008 bei einem 4:1-Sieg gegen Armenien und er war danach bis 2011 regelmäßig Bestandteil der Auswahl. Sein letztes Spiel für die A-Nationalmannschaft absolvierte Mravac am 10. August 2011 im Freundschaftsspiel gegen die Auswahl Griechenlands (Endstand 0:0). Insgesamt spielte er 13 Mal für sein Land, ein Tor gelang ihm dabei nicht.

## Sonstiges
Mravac hat neben der bosnischen auch die österreichische Staatsbürgerschaft. Er lebt in Wien.